# Olszanka
Olszanka este o arie protejată (sit de importanță comunitară — SCI) din Polonia întinsă pe o suprafață de 10,97 ha, integral pe uscat.

## Localizare
Centrul sitului Olszanka este situat la coordonatele 51°03′00″N 22°42′35″E / 51.0499°N 22.7096°E.

## Înființare
Situl Olszanka a fost declarat sit de importanță comunitară în aprilie 2004 pentru a proteja un număr necunoscut de specii din flora spontană și fauna sălbatică aflate în arealul zonei.

## Biodiversitate
Situată în ecoregiunea continentală, aria protejată conține 1 habitat natural: Păduri de stejar și carpen Galio-Carpinetum.
La baza desemnării sitului se află un număr nedeclarat de specii protejate.